# Tonchintlán
Tonchintlán är en ort i Mexiko.   Den ligger i kommunen Tianguistengo och delstaten Hidalgo, i den sydöstra delen av landet, 160 km norr om huvudstaden Mexico City. Tonchintlán ligger 1 370 meter över havet och antalet invånare är 373.
Terrängen runt Tonchintlán är kuperad österut, men västerut är den bergig. Tonchintlán ligger uppe på en höjd. Runt Tonchintlán är det ganska tätbefolkat, med 75 invånare per kvadratkilometer. Närmaste större samhälle är Zacualtipán, 18,8 km sydväst om Tonchintlán. I omgivningarna runt Tonchintlán växer i huvudsak städsegrön lövskog.